# 6692 Antonínholý
(6692) Antonínholý, denumire internațională (6692) Antoninholy, este un asteroid din centura principală de asteroizi.

## Descriere
6692 Antonínholý este un asteroid din centura principală de asteroizi. A fost descoperit pe 18 aprilie 1985 la Observatorul Kleť de Zdeňka Vávrová. Asteroidul prezintă o orbită caracterizată de o semiaxă mare de 2,57 ua, o excentricitate de 0,24 și o înclinație de 6,8° în raport cu ecliptica.